# Next Generation ATP Finals 2021
Next Generation ATP Finals 2021 (còn được biết đến với Intesa Sanpaolo Next Gen ATP Finals vì lý do tài trợ) là một giải giao hữu quần vợt nam cho các vận động viên quần vợt nam hàng đầu trong ATP Tour 2021 dưới 21 tuổi. Giải đấu diễn ra từ ngày 9 đến ngày 13 tháng 11 năm 2021 ở Milan, Ý tại PalaLido. Đây là lần thứ 4 giải đấu được tổ chức.
Jannik Sinner là đương kim vô địch, nhưng rút lui trước khi giải đấu bắt đầu.
Carlos Alcaraz là nhà vô địch, đánh bại Sebastian Korda trong trận chung kết, 4–3(7–5), 4–2, 4–2.

## Các tay vợt giành quyền tham dự
Vào ngày 14 tháng 9 năm 2021, 4 tay vợt đầu tiên vượt qua vòng loại giải đấu được công bố: Jannik Sinner, Félix Auger-Aliassime, Sebastian Korda và Carlos Alcaraz. Vào ngày 22 tháng 10 năm 2021, Jenson Brooksby được công bố là tay vợt thứ 5 vượt qua vòng loại. Lorenzo Musetti được công bố là tay vợt thứ 6 vượt qua vòng loại vào ngày 24 tháng 10 năm 2021. Brandon Nakashima được công bố là tay vợt thứ 7 vượt qua vòng loại vào ngày 30 tháng 10 năm 2021. Sau khi Auger-Aliassime rút lui, ATP công bố Juan Manuel Cerúndolo là tay vợt tiếp theo vượt qua vòng loại vào ngày 1 tháng 11 năm 2021. Cerúndolo là tay vợt Nam Mỹ đầu tiên tham dự giải đấu. Brooksby rút lui do chấn thương vào ngày 2 tháng 11 năm 2021 và Sebastián Báez vượt qua vòng loại vào cuối ngày hôm đó. Sau khi Sinner rút lui, Holger Rune được ATP công bố là tay vợt tiếp theo vượt qua vòng loại vào ngày 4 tháng 11 năm 2021. Hugo Gaston là tay vợt cuối cùng vượt qua vòng loại giải đấu vào ngày 5 tháng 11 năm 2021.

## Vòng loại
8 tay vợt hàng đầu trong ATP Race to Milan sẽ vượt qua vòng loại. Tay vợt đủ điều kiện phải từ 21 tuổi trở xuống (sinh năm 2000 trở lên đối với năm 2021).
| Bảng xếp hạng Cuộc đua ATP đến Milan (tính đến ngày 1 tháng 11 năm 2021) | Bảng xếp hạng Cuộc đua ATP đến Milan (tính đến ngày 1 tháng 11 năm 2021) | Bảng xếp hạng Cuộc đua ATP đến Milan (tính đến ngày 1 tháng 11 năm 2021) | Bảng xếp hạng Cuộc đua ATP đến Milan (tính đến ngày 1 tháng 11 năm 2021) | Bảng xếp hạng Cuộc đua ATP đến Milan (tính đến ngày 1 tháng 11 năm 2021) | Bảng xếp hạng Cuộc đua ATP đến Milan (tính đến ngày 1 tháng 11 năm 2021) | Bảng xếp hạng Cuộc đua ATP đến Milan (tính đến ngày 1 tháng 11 năm 2021) |
| #                                                                        | Xếp hạng ATP                                                             | Tay vợt                                                                  | Điểm                                                                     | Năm sinh                                                                 | Ngày vượt qua vòng loại                                                  |                                                                          |
| ------------------------------------------------------------------------ | ------------------------------------------------------------------------ | ------------------------------------------------------------------------ | ------------------------------------------------------------------------ | ------------------------------------------------------------------------ | ------------------------------------------------------------------------ | ------------------------------------------------------------------------ |
| –                                                                        | 10                                                                       | Jannik Sinner (ITA)                                                      | 3,015                                                                    | 2001                                                                     | 14 tháng 9                                                               |                                                                          |
| –                                                                        | 11                                                                       | Félix Auger-Aliassime (CAN)                                              | 2,420                                                                    | 2000                                                                     | 14 tháng 9                                                               |                                                                          |
| 1                                                                        | 32                                                                       | Carlos Alcaraz (ESP)                                                     | 1,454                                                                    | 2003                                                                     | 14 tháng 9                                                               |                                                                          |
| 2                                                                        | 39                                                                       | Sebastian Korda (USA)                                                    | 1,195                                                                    | 2000                                                                     | 14 tháng 9                                                               |                                                                          |
| –                                                                        | 56                                                                       | Jenson Brooksby (USA)                                                    | 1,004                                                                    | 2000                                                                     | 22 tháng 10                                                              |                                                                          |
| 3                                                                        | 58                                                                       | Lorenzo Musetti (ITA)                                                    | 906                                                                      | 2002                                                                     | 24 tháng 10                                                              |                                                                          |
| 4                                                                        | 63                                                                       | Brandon Nakashima (USA)                                                  | 833                                                                      | 2001                                                                     | 30 tháng 10                                                              |                                                                          |
| 5                                                                        | 91                                                                       | Juan Manuel Cerúndolo (ARG)                                              | 765                                                                      | 2001                                                                     | 1 tháng 11                                                               |                                                                          |
| 6                                                                        | 111                                                                      | Sebastián Báez (ARG)                                                     | 656                                                                      | 2000                                                                     | 2 tháng 11                                                               |                                                                          |
| 7                                                                        | 109                                                                      | Holger Rune (DEN)                                                        | 639                                                                      | 2003                                                                     | 4 tháng 11                                                               |                                                                          |
| 8                                                                        | 67                                                                       | Hugo Gaston (FRA)                                                        | 592                                                                      | 2000                                                                     | 5 tháng 11                                                               |                                                                          |
| Thay thế                                                                 |                                                                          |                                                                          |                                                                          |                                                                          |                                                                          |                                                                          |
| 9                                                                        | 164                                                                      | Jiří Lehečka (CZE)                                                       | 405                                                                      | 2001                                                                     |                                                                          |                                                                          |
| 10                                                                       | 129                                                                      | Tomáš Macháč (CZE)                                                       | 314                                                                      | 2000                                                                     |                                                                          |                                                                          |
| 11                                                                       | 221                                                                      | Flavio Cobolli (ITA)                                                     | 295                                                                      | 2002                                                                     |                                                                          |                                                                          |

- Vòng loại sẽ chỉ tính các giải đấu và điểm trong năm 2021. Vị trí cuối năm của một tay vợt có thể không trùng với Bảng xếp hạng ATP, có thể bao gồm kết quả "tốt nhất" từ năm 2020.

## Kết quả

### Trận chung kết
- Carlos Alcaraz đánh bại  Sebastian Korda, 4–3(7–5), 4–2, 4–2

## Hạt giống
1. Carlos Alcaraz (Vô địch)
2. Sebastian Korda (Chung kết)
3. Lorenzo Musetti (Vòng bảng)
4. Brandon Nakashima (Bán kết)
5. Juan Manuel Cerúndolo (Vòng bảng)
6. Sebastián Báez (Bán kết)
7. Holger Rune (Vòng bảng)
8. Hugo Gaston (Vòng bảng)

## Kết quả

### Từ viết tắt
| - Q = Vòng loại - WC = Đặc cách - LL = Thua cuộc may mắn - Alt = Thay thế - SE = Miễn đặc biệt | - PR = Bảo toàn thứ hạng - w/o = Thắng nhờ đối thủ rút lui trước trận đấu - r = Bỏ cuộc giữa trận đấu - d = Bị xử thua - SR = Xếp hạng đặc biệt |

### Chung kết
|  | Bán kết | Bán kết           | Bán kết | Bán kết         | Bán kết | Bán kết | Bán kết |                |    | Chung kết | Chung kết | Chung kết | Chung kết | Chung kết | Chung kết | Chung kết |  |
|  |         |                   |         |                 |         |         |         |                |    |           |           |           |           |           |           |           |  |
|  | 1       | Carlos Alcaraz    | 4       | 4               | 4       |         |         |                |    |           |           |           |           |           |           |           |  |
|  | 1       | Carlos Alcaraz    | 4       | 4               | 4       |         |         |                |    |           |           |           |           |           |           |           |  |
|  | 6       | Sebastián Báez    | 2       | 1               | 2       |         |         |                |    |           |           |           |           |           |           |           |  |
|  | 6       | Sebastián Báez    | 2       | 1               | 2       |         | 1       | Carlos Alcaraz | 47 | 4         | 4         |           |           |           |           |           |  |
|  |         |                   |         |                 |         |         |         | Carlos Alcaraz | 47 | 4         | 4         |           |           |           |           |           |  |
|  |         |                   | 2       | Sebastian Korda | 35      | 2       | 2       |                |    |           |           |           |           |           |           |           |  |
|  | 2       | Sebastian Korda   | 2       | Sebastian Korda | 35      | 2       | 2       | 47             | 2  | 1         | 4         | 4         |           |           |           |           |  |
|  | 2       | Sebastian Korda   |         |                 |         |         |         |                |    |           |           | 4         |           |           |           |           |  |
|  | 4       | Brandon Nakashima | 3       | 4               | 4       | 2       | 2       |                |    |           |           |           |           |           |           |           |  |

### Bảng A
|   |                       | Alcaraz                 | Nakashima                    | Cerúndolo               | Rune                         | RR T–B | Set T–B   | Game T–B    | Xếp hạng |
| 1 | Carlos Alcaraz        |                         | 4–3(7–4), 4–1, 4–3(7–4)      | 4–0, 4–1, 2–4, 4–3(7–3) | 4–3(8–6), 4–2, 4–0           | 3–0    | 9–1 (90%) | 38–20 (66%) | 1        |
| 4 | Brandon Nakashima     | 3–4(4–7), 1–4, 3–4(4–7) |                              | 4–1, 3–4(3–7), 4–1, 4–0 | 3–4(3–7), 4–1, 4–1, 4–3(7–1) | 2–1    | 6–5 (55%) | 37–27 (58%) | 2        |
| 5 | Juan Manuel Cerúndolo | 0–4, 1–4, 4–2, 3–4(3–7) | 1–4, 4–3(7–3), 1–4, 0–4      |                         | 1–4, 2–4, 4–1, 1–4           | 0–3    | 3–9 (25%) | 22–42 (34%) | 4        |
| 7 | Holger Rune           | 3–4(6–8), 2–4, 0–4      | 4–3(7–3), 1–4, 1–4, 3–4(1–7) | 4–1, 4–2, 1–4, 4–1      |                              | 1–2    | 4–7 (36%) | 27–35 (44%) | 3        |

### Bảng B
|   |                 | Korda                                  | Musetti                                | Báez                         | Gaston                                 | RR T–B | Set T–B   | Game T–B    | Xếp hạng |
| 2 | Sebastian Korda |                                        | 4–2, 4–3(7–4), 4–2                     | 4–3(7–3), 4–2, 4–2           | 3–4(2–7), 3–4(6–8), 4–0, 4–3(7–3), 4–0 | 3–0    | 9–2 (82%) | 42–25 (63%) | 1        |
| 3 | Lorenzo Musetti | 2–4, 3–4(4–7), 2–4                     |                                        | 1–4, 1–4, 4–3(7–5), 3–4(5–7) | 4–3(7–4), 4–3(8–6), 2–4, 3–4(7–9), 4–2 | 1–2    | 4–8 (33%) | 33–43 (43%) | 3        |
| 6 | Sebastián Báez  | 3–4(3–7), 2–4, 2–4                     | 4–1, 4–1, 3–4(5–7), 4–3(7–5)           |                              | 4–3(7–2), 4–2, 4–2                     | 2–1    | 6–4 (60%) | 34–28 (55%) | 2        |
| 8 | Hugo Gaston     | 4–3(7–2), 4–3(8–6), 0–4, 3–4(3–7), 0–4 | 3–4(4–7), 3–4(6–8), 4–2, 4–3(9–7), 2–4 | 3–4(2–7), 2–4, 2–4           |                                        | 0–3    | 4–9 (31%) | 34–47 (42%) | 4        |

Tiêu chí xếp hạng: 1) Số trận thắng; 2) Số trận; 3) Trong 2 tay vợt đồng hạng, kết quả đối đầu; 4) Trong 3 tay vợt đồng hạng, tỉ lệ % set thắng, sau đó tỉ lệ % game thắng, cuối cùng kết quả đối đầu; 5) Xếp hạng ATP